# Gobius senegambiensis
Gobius senegambiensis es una especie de peces de la familia de los Gobiidae en el orden de los Perciformes.

## Morfología
Los machos pueden llegar a alcanzar los 7,3 cm de longitud total.

## Distribución geográfica
Se encuentra desde  Marruecos hasta Angola (Luanda) y las islas del Golfo de Guinea.

## Observaciones
Es inofensivo para los humanos. 